# 산타카타리나기니피그
산타카타리나기니피그(Cavia intermedia)는 천축서과에 속하는 설치류의 일종이다. 남아메리카 남동부 지역에 서식하는 희귀종 기니피그이다.

## 분포
브라질 남부의 산타카타리나 주에 위치한 작은 해안가 섬의 토착종이다. 이 섬의 면적은 겨우 10.5ha에 불과하다. 지리적 분포 면적은 겨우 4ha로 포유류 중에서 세계에서 가장 작다.